# Terebra lanceata
Terebra lanceata, tên tiếng Anh: lance auger, là một loài ốc biển, là động vật thân mềm chân bụng sống ở biển trong họ Terebridae, họ ốc dài.